# Mulciber pullatus
Mulciber pullatus là một loài bọ cánh cứng trong họ Cerambycidae.